# Dracophyllum oliveri
Dracophyllum oliveri là một loài thực vật có hoa trong họ Thạch nam. Loài này được Du Rietz mô tả khoa học đầu tiên năm 1930.